# Lissocrangon
Lissocrangon is een geslacht van kreeftachtigen uit de klasse van de Malacostraca (hogere kreeftachtigen).

## Soort
- Lissocrangon stylirostris (Holmes, 1900)